# Frans van Mieris il Vecchio
Frans van Mieris il vecchio (Leida, 16 aprile 1635 – Leida, 12 marzo 1681) è stato un pittore olandese.

## Biografia

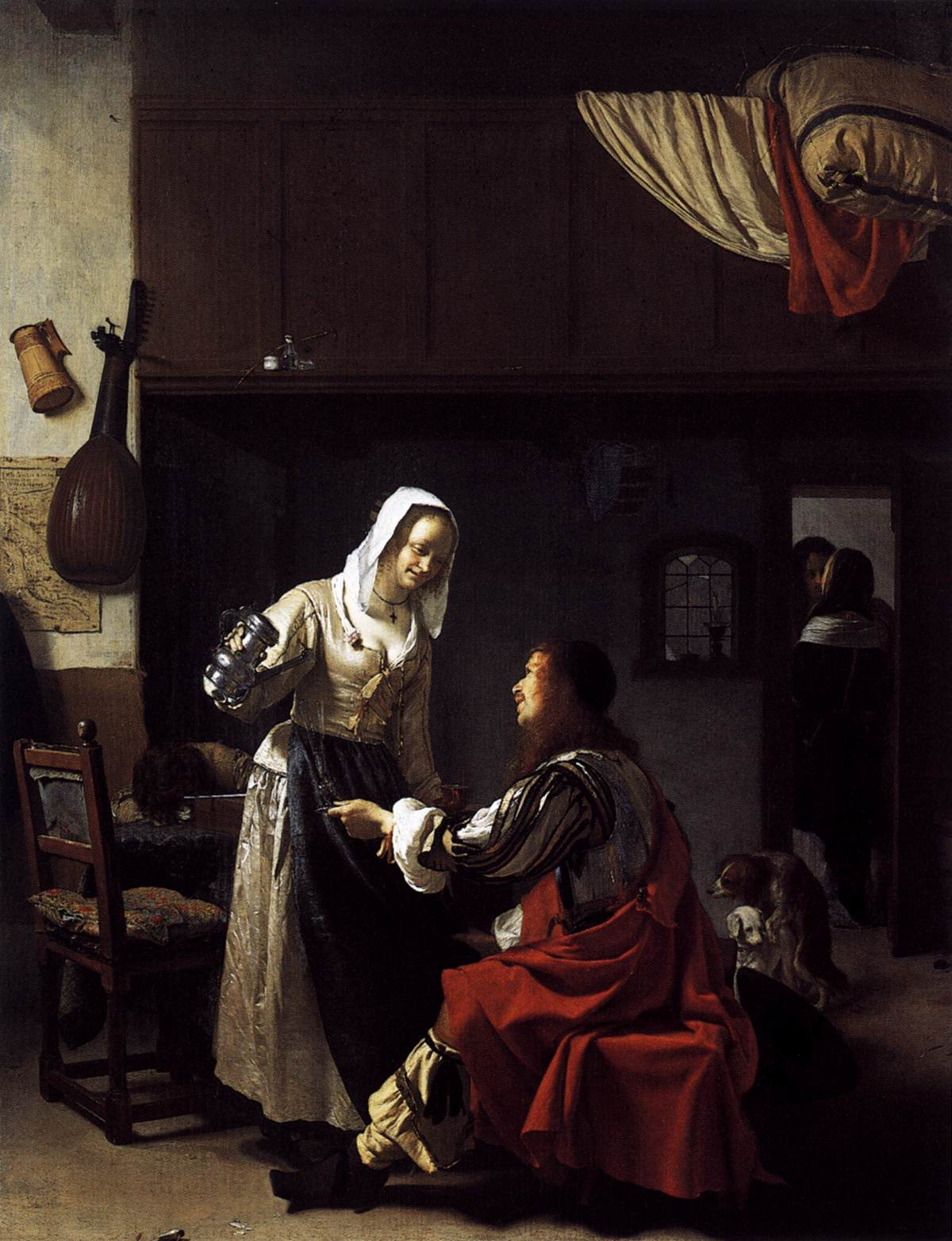
Scena di bordello, 1658, Mauritshuis

Figlio di un orefice, fu allievo di Gerrit Dou si specializzò presto nella pittura di genere e nei paesaggi. Nel 1658 si iscrisse alla Gilda di San Luca della sua città, in cui rimase attivo fino alla morte.
Dipinse spesso opere di piccolo formato con una cura del dettaglio miniaturistica, su soggetti tratti dalla quotidianità borghese, spesso con accenti ironici. Lo stile pittorico è sciolto ed elegante, con una pennellata fine, la colorazione delicata e il gusto per il dettaglio, spesso in contrasto con i soggetti talvolta grossolani o frivoli. Tali caratteristiche ne fecero uno dei pittori più apprezzati e richiesti della sua epoca e, a parte Dou, è considerato il più importante esponente della scuola di Leida. 
I figli Jan e Willem furono anch'essi pittori, come il nipote Frans van Mieris il Giovane.

## Opere (parziale)
- Un cavaliere (1657)
- Richiesta d'amore (firmata a datata 1658)
- Venditore ambulante
- Il pittore nel suo studio